# Алімов Рес Микитович
Рес Микитович Алімов (біл. Рэс Мікітавіч Алімаў, 26 грудня 1923, Житомир, УСРР — 26 грудня 1984) — білоруський архітектор. Кандидат наук (1971).

## Біографія
Учасник німецько-радянської війни. Закінчив у 1955 році Київський державний художній інститут.
З 1960 по 1970 рік — головний конструктор конструкторського бюро Міністерства сільського господарства БРСР, з 1970 по 1984 рік — старший науковий співробітник, завідувач відділу БілНДІдіпросільбуду.
Член Спілки архітекторів СРСР з 1958 року, член Спілки журналістів СРСР з 1962 року. Член КПРС з 1962 року.

## Творчість
Основні роботи (в авторському колективі): 185-квартирний будинок на пл. Я. Коласа в Мінську (1956), типові проекти магазину з їдальнею, будинку відвідувачів з фабрикою побутових послуг та чайної (1971), лазні — пральні (1972), Будинку науки і техніки для районних центрів БРСР (1973), великий панельний будинок у Слуцьку (1980).
Автор наукових праць з питань сільської житлової архітектури, в тому числі монографія «Архітэктура новага беларускага сяла» (1979, Мінськ, з В. E. Соколовським).